# Djurgårdens brandstation

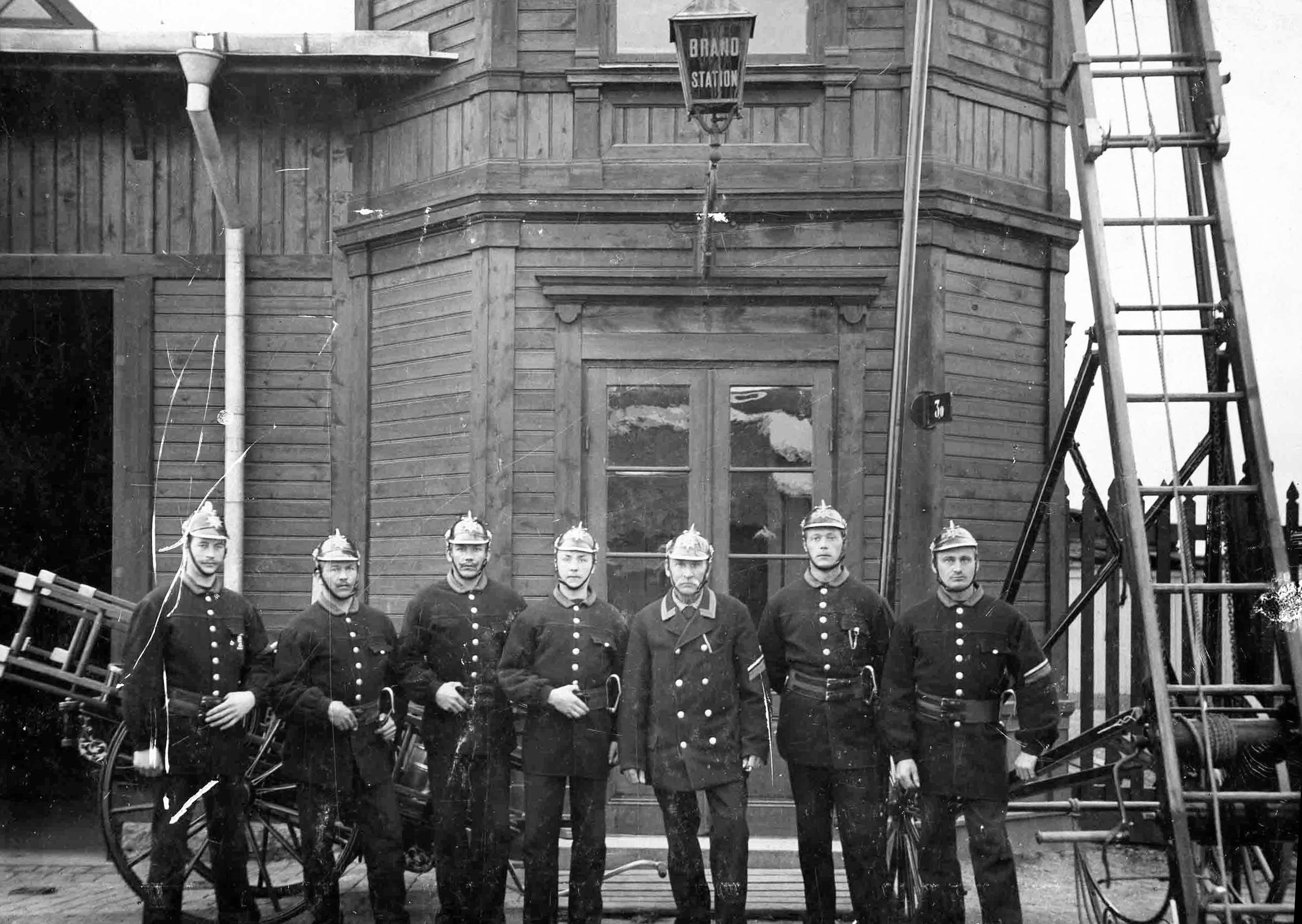
Djurgårdens brandstation på 1920-talet.

Djurgårdens brandstation var en brandstation som låg vid nuvarande Lilla Allmänna gränd i Djurgårdsstaden på Södra Djurgården, Stockholm. Den första brandstationen på Djurgården öppnade år 1876 och 1897 invigdes en ny station mittemot den gamla. Djurgårdens brandstation drogs in den 2 mars 1927 när nya Östermalms brandstation togs i drift. Byggnaderna för Djurgårdens första och andra brandstation finns kvar och ingår numera i Gröna Lunds bebyggelse.

## Bakgrund

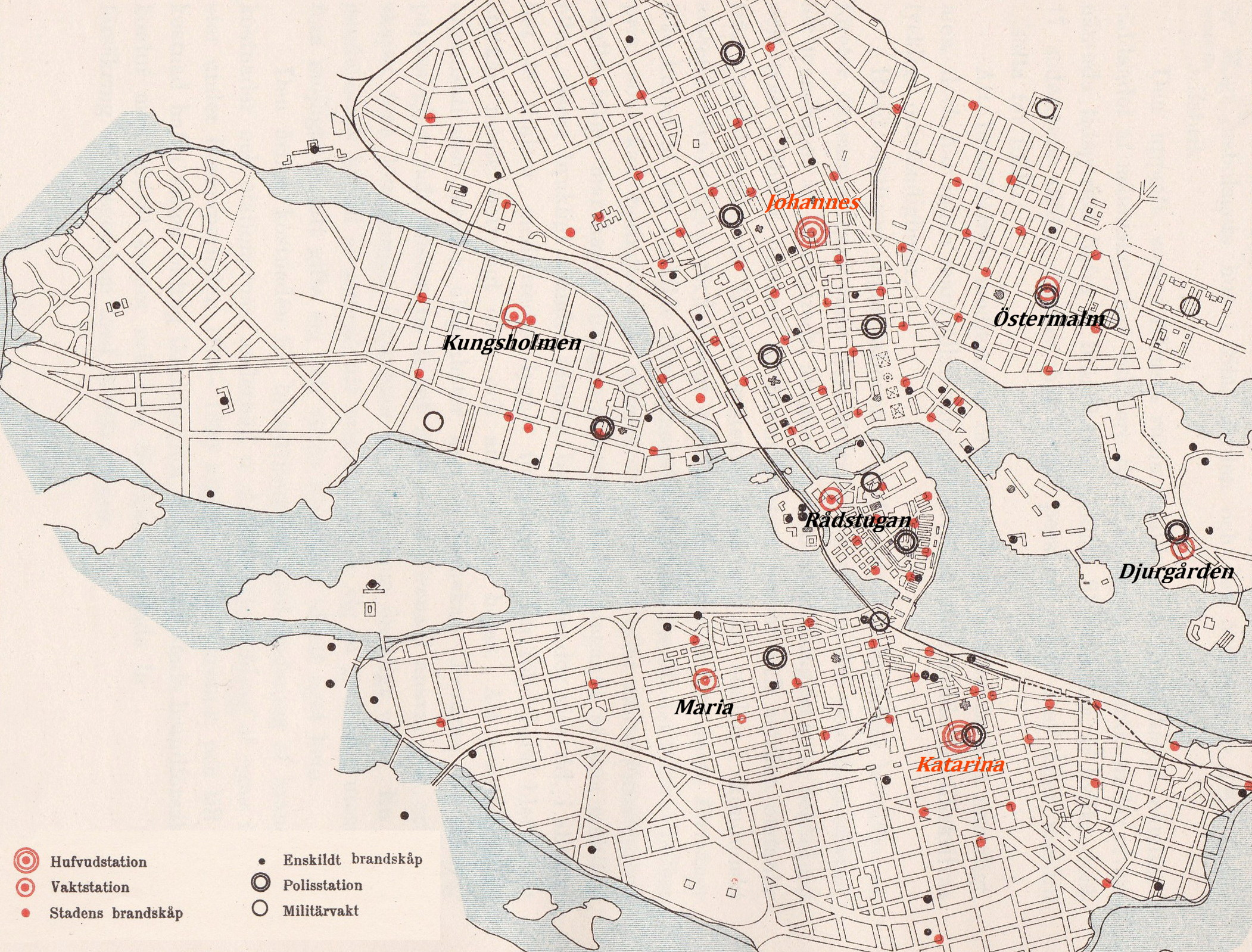
Brandstationer i Stockholm 1897.

Innan 1875 fanns det i Stockholm ett ”eldsläckningsmanskap”, men det var frivilliga som ställde upp vid bränder. År 1875 utkom en ny brandordning för Stockholm, som då för första gången fick en yrkesbrandkår, föregångaren till dagens Storstockholms brandförsvar. Stockholm skulle ha sju brandstationer, varav två huvudstationer, en på Norrmalm (Johannes brandstation, invigd 1878) och en på Södermalm (Katarina brandstation, invigd 1876) samt fem understationer eller vaktstationer i olika stadsdelar:
- Maria brandstation på västra Södermalm
- Kungsholmens brandstation på Kungsholmen
- Östermalms brandstation på Ladugårdslandet
- Rådstugans brandstation i Staden mellan broarna och
- Djurgårdens brandstation på Djurgården

## Brandstationen

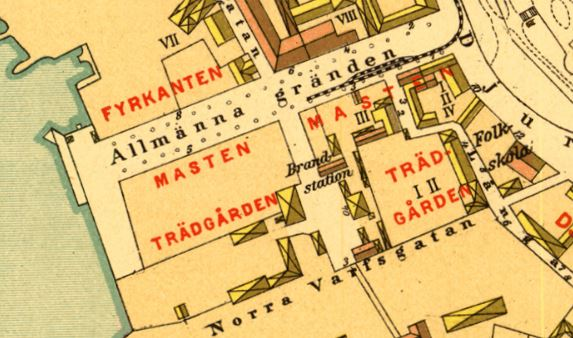
Gamla stationens läge 1885.

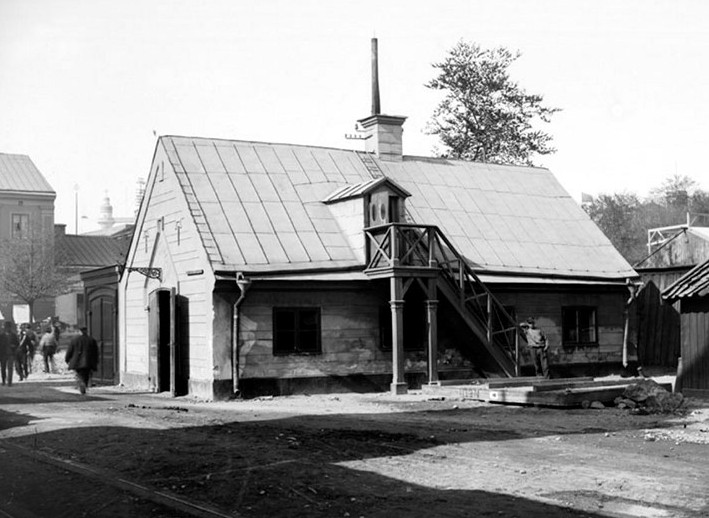
Djurgårdens första brandstation 1896.

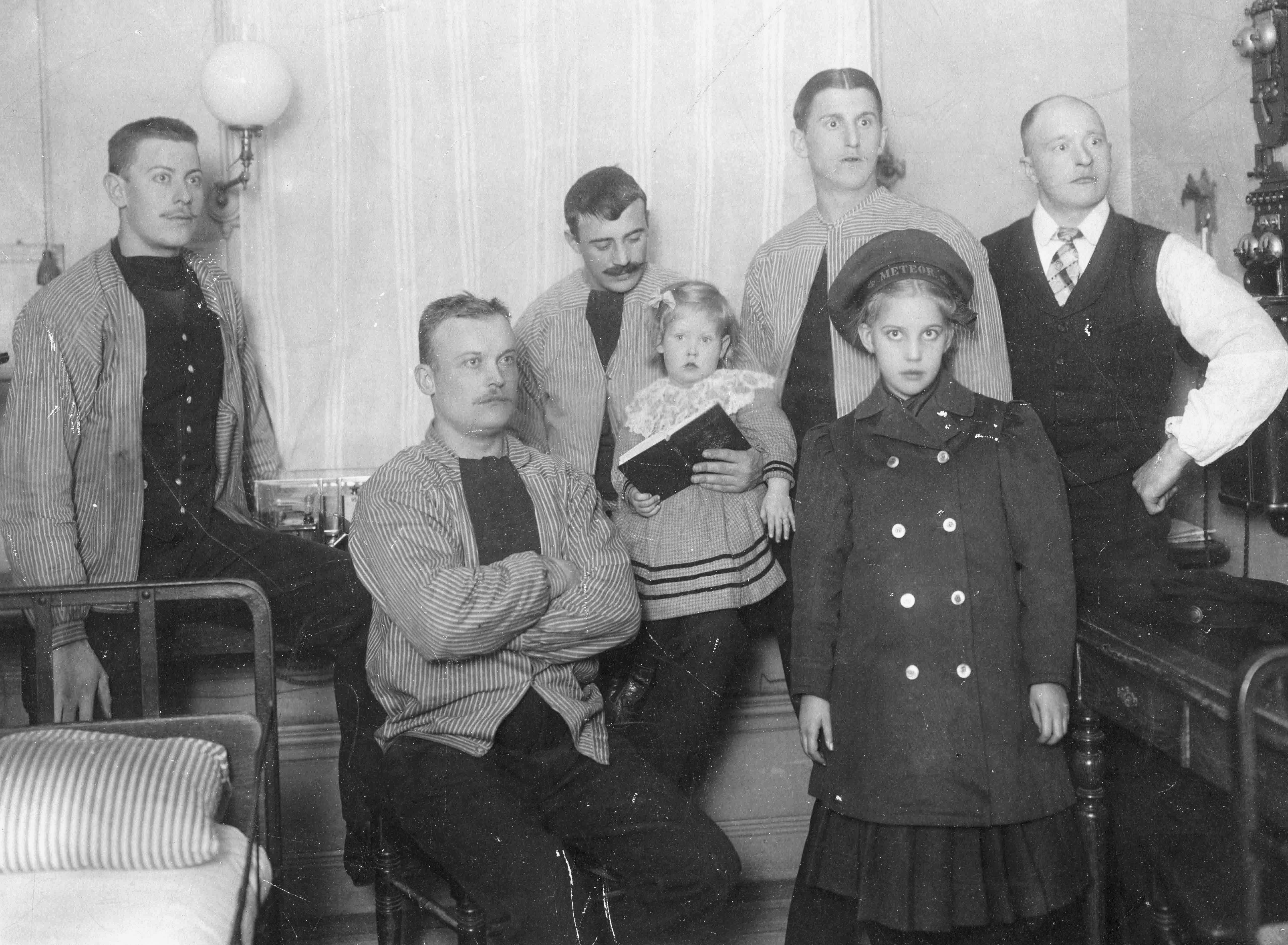
Stationens brandmän med besök 1908.

Djurgårdens första brandstation inrättades år 1876 i ett av Stockholms stad ägt stenhus i dåvarande kvarteret Trädgården vid Allmänna gränd 15 (numera Lilla Allmänna gränd). Byggnaden var tidigare järnvågshuset för stadens järnvåg som 1865 flyttats hit från Järngraven på Södermalm. År 1878 bestod stationens styrka av en korpral och tre brandkarlar.
Allmänna konst- och industriutställningen 1897 var den direkta anledningen att bygga en ny, större brandstation på Djurgården. För att säkra utställningen vid en eventuell brand krävdes minst 10 till 12 brandmän samt befäl och plats för redskap. Det fick inte plats i den befintliga stationen och därför beslöt Stockholms stadsfullmäktige att låta bygga en ny, större station snett emot den gamla. 
Byggnaden uppfördes i trä och invigdes den 14 maj 1897, dagen innan utställningen började. Stationen har samma paviljongarkitektur som präglade utställningens många byggnader och kunde flyttas eftersom stadsplanen för området ännu inte var fastställd. Vem som ritade byggnaden går inte längre att fastställa.
Stationen hade ett stort spruthus, stall för fem hästar, telegrafrum, vaktrum och bostäder. Under utställningen hade man tillgång till en ångspruta och sjöångsprutan S:t Erik som låg i beredskap vid kaj i närheten. Den gamla stationen byggdes om till offentlig bekvämlighetsinrättning. Någon större eldsvåda utbröt aldrig på utställningen. År 1913 byggdes ett övningstorn och 1922 fick stationen en brandbil, som var en gåva från Stockholms stads brandförsäkringskontor.

## Brandstationens avveckling
När nya Östermalms brandstation öppnade den 2 mars 1927 lades Djurgårdsstationen ner och Östermalm övertog deras uppgifter. Djurgårdsstationens byggnad med stationslyktan och sitt pittoreska observationstorn finns fortfarande kvar och ingår numera i Gröna Lunds bebyggelse vid Lilla Allmänna gränds västra sida där tornet utgör en del av restaurang Tyrol. Även det lilla stenhuset som var Djurgårdens första brandstation finns bevarat vid Lilla Allmänna gränds östra sida.

## Nutida bilder

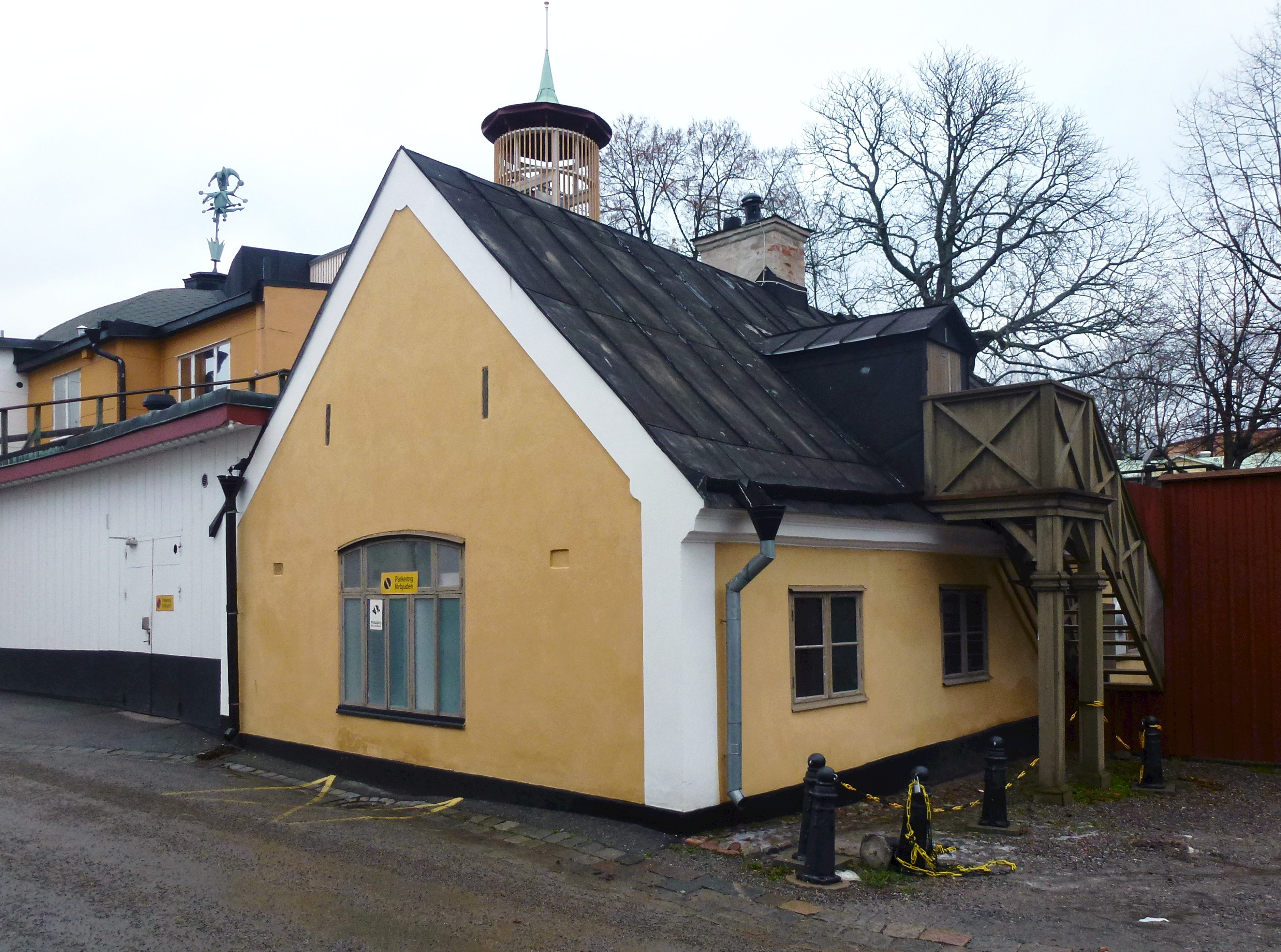
Första brandstationen från 1876
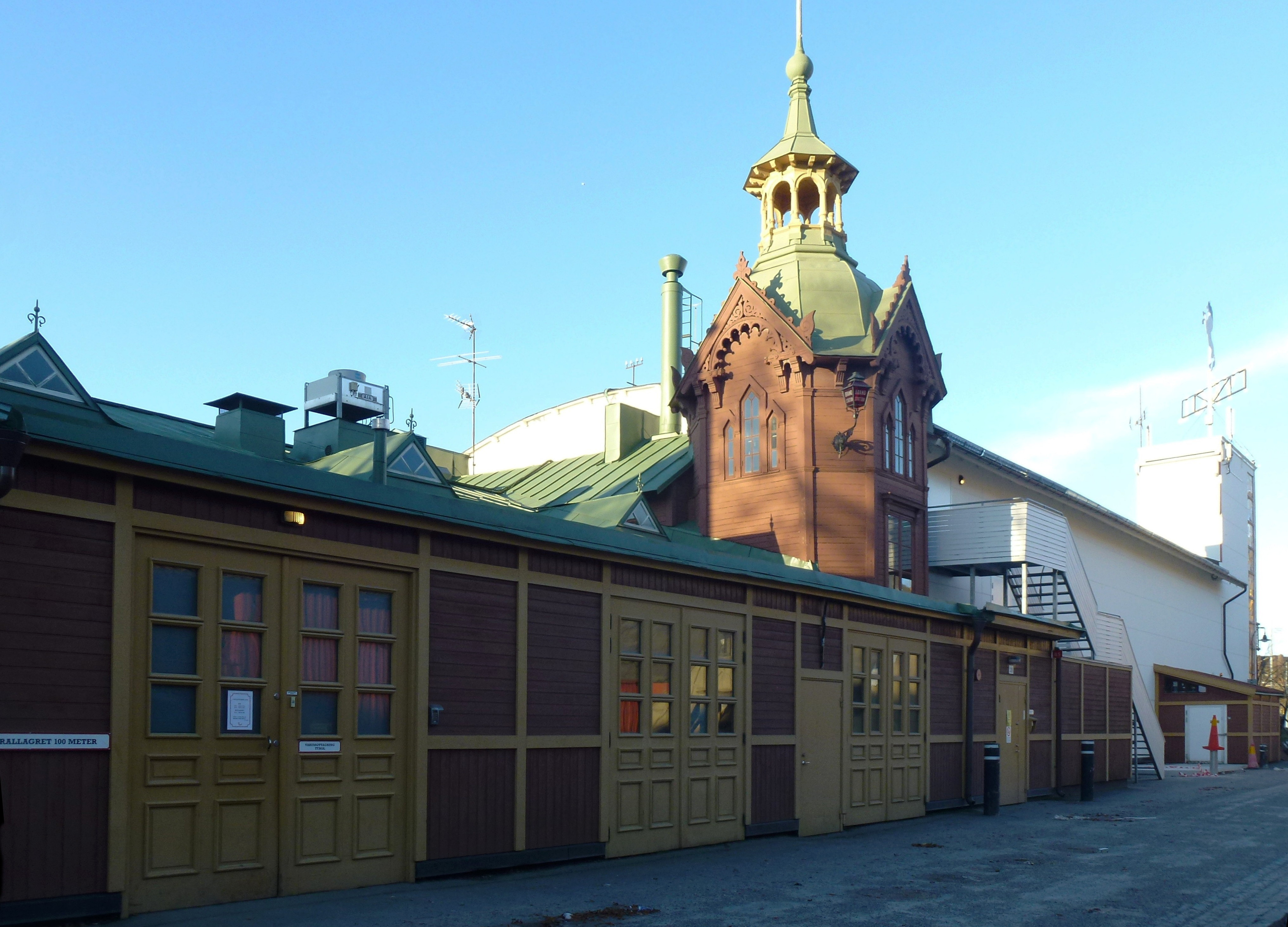
Stationen från 1897
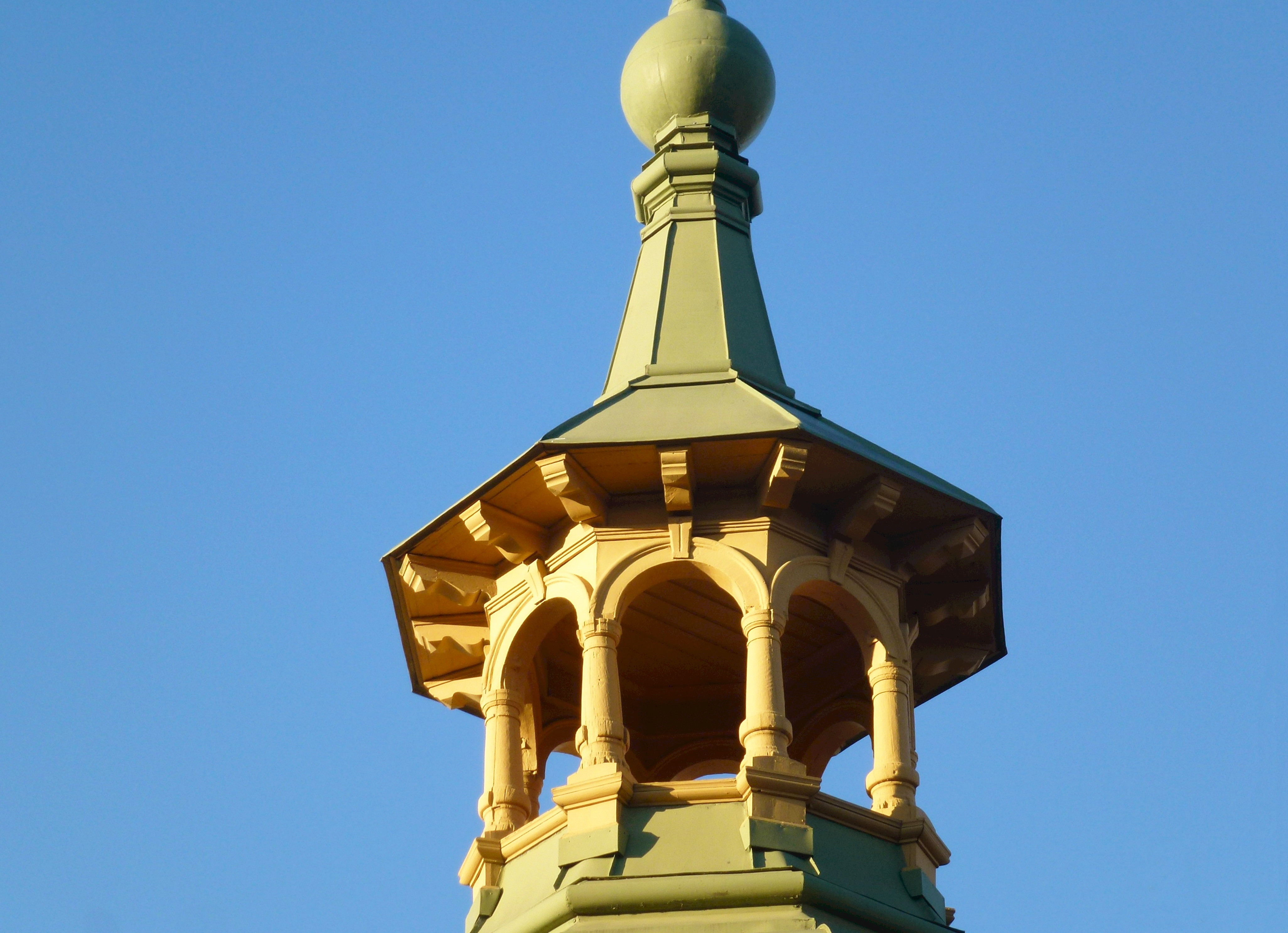
Tornets utkik
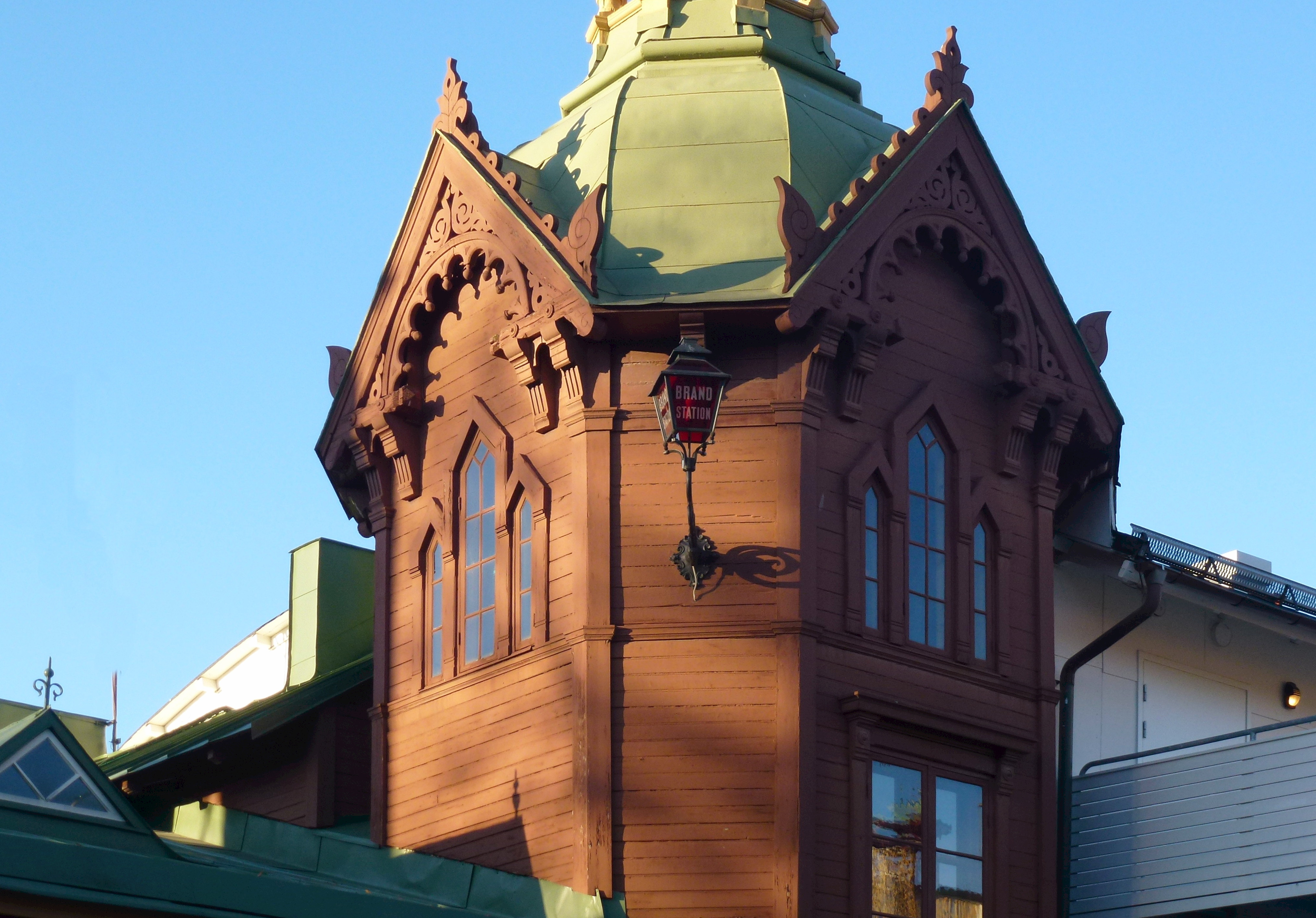
Tornet
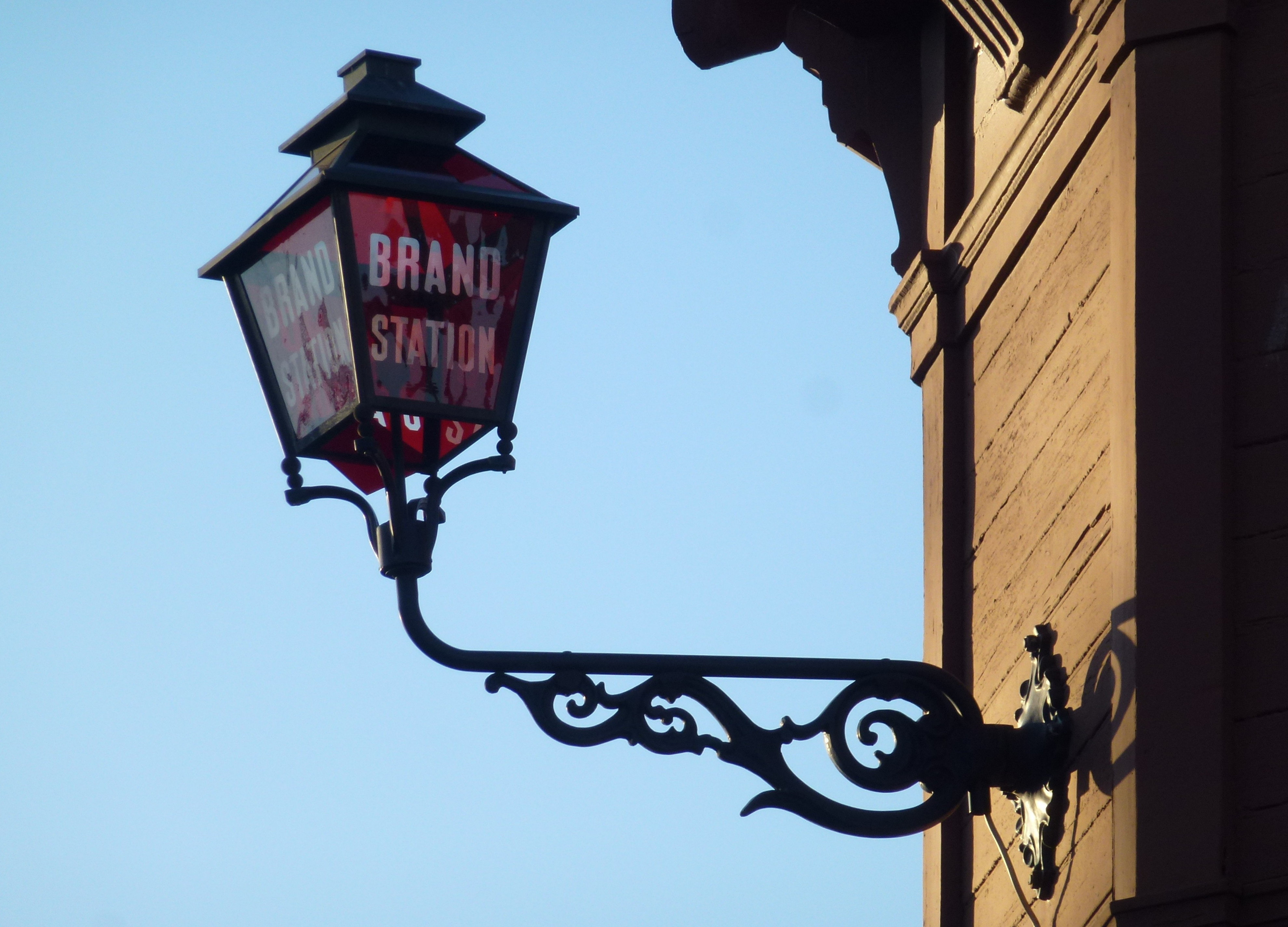
Lyktan